# Je n’ai que mon âme
Je n’ai que mon âme (pol. Tylko moja dusza) – singiel francuskiej piosenkarki Natashy Saint-Pier napisany przez Jilla Kaplera i wydany na reedycji trzeciej płyty studyjnej artystki zatytułowanej À chacun son histoire z 2001 roku.
W 2001 roku utwór reprezentował Francję w 46. Konkursie Piosenki Eurowizji. 12 maja Saint-Pier zaprezentowała numer jako czternasta w kolejności w finale widowiska organizowanego w Kopenhadze i zajęła z nim ostatecznie czwarte miejsce ze 142 punktami na koncie, w tym m.in. z maksymalnymi notami 12 punktów od Bośni i Hercegowiny, Rosji i Portugalii.
Oprócz francuskojęzycznej wersji piosenkarka nagrała utwór w języku angielskim –„All I Have Is My Soul”.

## Lista utworów
CD single
1. „Je n’ai que mon âme” – 2:51
2. „All I Have Is My Soul” – 2:51
3. „Près d’une autre” – 5:29

## Personel
Spis sporządzono na podstawie materiału źródłowego:
- Natasha Saint-Pier – wokal prowadzący
- Jill Kapler – kompozytor, autor tekstu, producent, aranżacja
- Thierry Blanchard – miksowanie, realizacja nagrań

Utwór został nagrany i zmiksowany w Hauts De Gammes Studio w Kanadzie, zaś mastering wykonano we paryskim studiu Dyam.

## Notowania i certyfikaty
| Kraj    | Lista (2001)            | Najwyższe miejsce |
| ------- | ----------------------- | ----------------- |
| Francja | Single Top 100          | 2                 |
| Belgia  | Single Top 50 (Walonia) | 2                 |

| Kraj             | Rok  | Najwyższe miejsce |
| ---------------- | ---- | ----------------- |
| Belgia (Walonia) | 2001 | 17                |
| Francja          | 2001 | 28                |

### Certyfikaty
| Kraj    | Certyfikat | Sprzedaż |
| ------- | ---------- | -------- |
| Francja | Złoto      | 330 000  |